# Sölvesborgs ridklubb
Sölvesborgs ridklubb grundades 1971 som en ideell förening i Sölvesborg, Blekinge. Föreningen håller till vid den egna ridanläggningen Bokeslätt. Ridklubben driver tävlingsverksamhet samt verksamhet för barn och unga.

## Tävlingsverksamhet
Klubben har vunnit Ridsportallsvenskan fyra gånger, 2001, 2002, 2003 och 2005. Säsongen 2015 föll man ur elitserien av Ridsportallsvenskan och ner i division 1.

## Meriterade ryttare
- Royne Zetterman[5]
- Alexander Zetterman[5]
- Daniel Zetterman[5]